# Tagamõisa (Saaremaa)
Tagamõisa es una aldea de la isla-municipio de Saaremaa, condado de Saare, Estonia, con una población censada a final del año 2011 de 3 habitantes. 
La isla de Saaremaa —la mayor de las que forman el archipiélago Moonsund— está situada en el mar Báltico, al sur de la isla de Hiiumaa y frente a la costa oeste de la isla de Muhu y de la Estonia continental.